# Euphrase Kezilahabi
Euphrase Kezilahabi (Namagondo, 13 aprile 1944 – Dar es Salaam, 11 gennaio 2020) è stato uno scrittore tanzaniano.
Fu uno dei principali scrittori in lingua swahili. Le sue opere sono molto popolari in Tanzania

## Biografia
Kezilahabi nacque nel Tanganica (all'epoca colonia britannica, oggi Tanzania) nordoccidentale, nel piccolo villaggio di Namagondo, sull'isola di Ukerewe, nel Lago Vittoria. Frequentò le scuole del seminario locale, per intraprendere poi la carriera accademica, arrivando nel 1970 all'Università di Dar es Salaam, la più importante del paese. In questo periodo Kezilahabi iniziò a comporre poesie (inizialmente in inglese) e nel 1971 pubblicò il suo romanzo di debutto, Rosa Mistika. L'opera ebbe un grande successo di pubblico, ma destò anche numerose polemiche a causa degli attacchi rivolti da Kezilahabi al sistema scolastico tanzaniano e alla chiesa, rappresentati come incapaci di vegliare sulla moralità della gioventù del paese. Nello stesso anno di Rosa Mistika Kezilahabi pubblicò un'altra opera destinata ad avere una grande risonanza: la poesia Vipanya ("topolini"), pubblicata dalla rivista dell'Istituto di Ricerca per il Swahili. La poesia era in versi liberi, un fatto senza precedenti nella tradizione poetica swahili, che rompeva con la tradizione di influsso arabo, rigorosamente metrica. L'opera ebbe una vasta risonanza gli ambienti letterari tanzaniani, dando origine a un ampio dibattito. In seguito Kezilahabi diede inizio a una prolifica carriera letteraria, alternando pubblicazioni in prosa e in poesia, sempre in lingua swahili. Fu per anni docente presso il dipartimento di culture africane all'università di Dar es Salaam.

## Opere
Questa lista è suscettibile di variazioni e potrebbe essere incompleta o non aggiornata.

- Rosa Mistika (1971)
- Kichwamaji (1974)
- Wasubiri kifo (1974)
- Kichomi (1974, raccolta di poesie)
- Dunia uwanja wa fujo (1975)
- Mayai - Waziri wa Maradhi (1978)
- Gamba la nyoka (1979)
- Cha mnyonge utakitapika hadharani (1985)